# Bruno Dörpinghaus
Bruno Dörpinghaus (* 13. April 1903 in Wipperfürth; † 28. Februar 1995) war ein deutscher Ingenieur und Politiker (CDU).

## Leben
Dörpinghaus arbeitete nach dem Schulabschluss 1917 in der elterlichen Hotellerie und Gastronomie. 1930 wurde er Mitglied der wirtschaftskulturellen Vereinigung Deutscher Werkbund. Ein Jahr später schloss er sich der katholischen Deutschen Zentrumspartei an. Aufgrund von Konflikten mit der örtlichen NSDAP musste er die Arbeit in seinem gepachteten Hotel einstellen. Danach nahm er Gelegenheitsjobs an, bis er technischer Zeichner und Konstrukteur und 1940 als Ingenieur tätig wurde. Von 1942 bis 1945 war er stellvertretender Leiter eines Entwicklungsbüros der Luftwaffe der Wehrmacht. Darüber hinaus gehörte er der Lilienthal-Gesellschaft für Luftfahrtforschung (LGL) an.
1945 war er Mitbegründer der CDU Hessen. Er war Beauftragter eines christdemokratischen Verbindungsausschusses und Landesgeschäftsführer in Hessen. Dörpinghaus war ein enger Mitarbeiter Konrad Adenauers und war von 1947 bis 1951 Generalsekretär der „Arbeitsgemeinschaft der CDU-CSU Deutschland“. Außerdem war er für den CDU-Informationsdienst „Union in Deutschland“ (UiD) als Herausgeber tätig. Danach arbeitete er als Hilfsreferent im Auswärtigen Amt, wo er dem Sozialwerk und der Vereinigung der Angestellten vorstand. Von 1969 bis 1973 war er Vorsitzender der nationalkonservativen Deutschland-Stiftung. Sein politischer Nachlass wurde dem Archiv für Christlich-Demokratische Politik der Konrad-Adenauer-Stiftung in Sankt Augustin übergeben und wird dort verwahrt.

## Schriften (Auswahl)
- Die Weltwirtschaftskrise. Gilde-Verlag, Köln 1931.